# Romeo Miller
Percy Romeo Miller, Jr. (Nueva Orleans, Luisiana, 19 de agosto de 1989), conocido también por su nombre artístico actualmente en desuso Lil' Romeo, es un rapero y actor estadounidense. Es hijo del rapero y productor Master P, y graba en la discográfica de su padre, No Limit Records.

## Carrera musical
Su primer álbum, Lil Romeo, fue lanzado en 2001, convirtiéndose en un éxito de ventas gracias al hit "My Baby". Al año siguiente editó su segundo trabajo, Game Time, que incluyó los sencillos "2-Way" y "True Love" que tuvieron alta rotación en las radios. Colaboró también por esa época con la artista Hilary Duff, grabando la canción "Tell me a story" que apareció en el álbum navideño Santa Claus Lane de 2002.
Romeoland, su tercer disco lanzado en 2004, no generó la misma repercusión que habían generado sus anteriores trabajos, pese a que Miller ya era protagonista del programa Romeo! emitido por Nickelodeon.  
En 2005 integró el proyecto musical Rich Boyz junto a su hermano Valentino Miller y sus primos C-Los, Lil' D y Willie J, llegando a editar el álbum Young Ballers antes de separarse. 
Miller mantuvo en esos años una rivalidad con Bow Wow, debido a que este último sugería que lo que Lil' Romeo producía era, en realidad, una imitación suya. Por ello, en el tema “Fresh Azimiz”, Bow Wow pronuncia la frase "mo that 'yo dad", dando a entender que Miller era quien era gracias a su padre, el productor Master P (aunque el rapero intentó desmentir esa interpretación señalando que esa expresión estaba inspirada en una canción de LL Cool J). 
Hacia 2006 el rapero relanzó su carrera abandonando el nombre de Lil' Romeo para empezar a ser publicitado como Romeo Miller, lo que implicó también la adopción de un estilo más adulto. Ese año Miller editó el álbum God's Gift (que es la banda sonora de la película con el mismo nombre y que contiene la canción diss "U Can't Shine Like Me" contra Bow Wow) y el mixtape Lottery (obra que inauguraría una nueva etapa en su carrera musical). 
Miller estuvo involucrado en el proyecto Miller Boyz junto a su padre, Master P, que dio por fruto un disco homónimo editado en 2007. También integró el grupo College Boyys -en el que estaban su hermano Valentino Miller, los raperos Taz y Kyros, y K-Smith, sobrino del actor Will Smith- con el que lanzó el álbum Spring Break en 2010. Durante los siguientes años anunció la realización de su próximo disco, pero terminó lanzando diversos mixtapes solistas y formando grupos como Resq3 y Money Mafia que no llegaron a editar álbumes completos.
En diciembre de 2019 se anunció la salida a la venta de Hidden Treasure, su cuarto álbum de estudio que contó con la colaboración de Master P. 

## Otras actividades

### Actuación
Miller hizo su debut actoral con un cameo en la película Max Keeble's Big Move en 2001. Posteriormente fue coprotagonista de la película Honey junto a Jessica Alba y Mekhi Phifer. 
Entre 2003 y 2006 protagonizó su propia sitcom, Romeo!, emitida por Nickelodeon. 
Participó en la duodécima temporada de Dancing with the Stars, emitida en 2011 por la cadena ABC. En esa oportunidad su compañera de baile fue la coreógrafa Chelsie Hightower. 
Miller ha aparecido en numerosos programas de televisión y películas, incluyendo Jumping the Broom (2011), Madea's Witness Protection (2012), Empire (2016) y Famous in Love (2018) entre otros. 

### Baloncesto
Miller jugó al baloncesto en la posición de base para el equipo de la Beverly Hills High School durante tres años. Gracias a la influencia de su padre consiguió una beca para asistir a la Universidad del Sur de California y jugar con los USC Trojans en la Pacific-10-Conference de la División I de la NCAA. Allí estuvo dos años, viendo acción en 9 partidos en los que jugó, en total, tan sólo 19 minutos. 

### Diseño de indumentaria
Su línea de ropa P. Miller Shorty's ideada en 2009 evolucionó en la marca College Boyys, la cual fue lanzada en 2010 junto al proyecto musical del mismo nombre que encabezaba en esas fechas. En 2013 creó ROME Everything.

## Vida personal
Miller es católico.
El 14 de febrero de 2022 anunció el nacimiento de su primer hijo, una niña, con su novia Drew Sangster. El 15 de marzo de 2023 nació su segunda hija, Winter.

## Discografía

### Solista
Álbumes
- Lil Romeo (2001) (Oro)
- Game Time (2002)
- Romeoland (2004)
- Hidden Treasure (2019)

Soundtracks
- Romeo! (2005)
- God's Gift (2006)

Mixtapes
- Lottery (2006)
- Patience Is a Virtue (2010)
- I Am No Limit (2011)
- Inception (2012)
- We All We Got (2015)
- Hustlin (2015)
- Fighting Monsters (2016)

### Rich Boyz
- Young Ballers: The Hood Been Good to Us  (2005)

### Miller Boyz
- Miller Boyz (2007)

### College Boyys
- Spring Break (2010)

## Televisión
- Ned's Declassified School Survival Guide (2005) - TV
- Uncle P (2004) - Film
- Decisions (2004) - Film
- Still 'Bout It (2004) - Film
- One on One (2003) - TV
- Honey (2003) - Film
- Crashing with Master P (2003) - TV
- Romeo! (2003) - TV
- Raising Dad (2002) - TV
- Oh Drama! (2001) - TV
- Max Keeble's Big Move (2001) - Film
- The Brothers Garcia (2001) - TV